# Vitālijs Samoilovs
Vitālijs Samoilovs (russisch Виталий Анатольевич Самойлов/Witali Anatoljewitsch Samoilow; * 19. April 1962 in Riga, Lettische SSR) ist ein ehemaliger lettischer Eishockeytorwart, der mit der sowjetischen Nationalmannschaft die Goldmedaille bei den Olympischen Winterspielen 1988 gewann.

## Karriere
Vitālijs Samoilovs begann seine Karriere bei Dinamo Riga und war in den 1980er Jahren Stammtorhüter des Klubs, der der Wysschaja Liga, der höchsten Eishockeyspielklasse der Sowjetunion, angehörte. Bei der U18-Europameisterschaft gewann er die Goldmedaille und wurde als bester Torhüter ausgezeichnet. Zwei Jahre später nahm er mit der sowjetischen U20-Auswahl an der Junioren-Weltmeisterschaft teil, wo das Team den vierten Platz belegte.
Die beste Saison seiner Karriere war die Saison 1987/88, als er das erste Mal für ein großes Turnier in die sowjetische Nationalmannschaft berufen wurde. Zuvor hatte er am 1. November 1986 in einem Spiel gegen die Tschechoslowakei sein Länderspieldebüt gegeben. Beim Canada Cup 1987 war er dritter Torhüter der Sbornaja und kam daher im Turnierverlauf nicht zum Einsatz. Bei den Olympischen Winterspielen 1988 kam er in einem Spiel zum Einsatz und gewann mit der UdSSR-Auswahl die Goldmedaille. Am Ende der Saison wurde er mit Dinamo überraschenderweise sowjetischer Vizemeister.
Am 20. Mai 1988 bestritt er sein letztes Länderspiel, insgesamt stand er bei zehn Länderspielen zwischen den Pfosten. Während der Saison 1988/89 hatte er mit einer Verletzung zu kämpfen und verlor seinen Stammplatz an den aufstrebenden Artūrs Irbe. Daher wechselte er 1989 innerhalb der Spielklasse zum HK Sokol Kiew, für den er bis 1991 aktiv war. Bis Mitte der 1990er Jahre war er noch in der lettischen Eishockeyliga aktiv, ehe er seine Karriere endgültig beendete. Insgesamt stand er bei 231 Spielen in der Wysschaja Liga im Tor.

## Erfolge und Auszeichnungen
- 1980 Goldmedaille bei der U18-Europameisterschaft
- 1980 Bester Torhüter der U18-Europameisterschaft
- 1988 Goldmedaille bei den Olympischen Winterspielen
- 1988 Sowjetischer Vizemeister mit Dinamo Riga
- 1996 Lettischer Meister mit Riga Alianse